# This Is Me (singel Monrose)
This Is Me – drugi singel pochodzący z czwartego studyjnego albumu niemieckiego girlsbandu Monrose Ladylike. Został napisany przez Micha Hansena, Jonasa Jeberga, Paula Barry’ego i Shaznay Lewis, zaś wyprodukowany został przez Pete’a Kirtleya, Christiana Buettnera i Marcella Pagina. Singel został wydany 27 sierpnia 2010 roku.

## Formaty i lista utworów

### Singiel
1. This Is Me – 3:39
2. Superstar DJ (Acoustic Version) – 3:32

### iTunes EP
1. This Is Me – 3:39
2. Superstar DJ (Acoustic Version) – 3:32
3. This Is Me (Louis Carpaccio Remix) – 6:01
4. This Is Me (Music Video) – 3:41

## Produkcja

### Muzyka
| - Wokal: Senna Guemmour, Mandy Capristo, Bahar Kizil - Napisany przez: Jonas Jeberg, Mich Hansen, Paul Barry, Shaznay Lewis | - Programowanie: Christian Buettner, Marcello Pagin |

### Produkcja
| - Produkcja: Pete Kirtley, Christian Buettner, Marcello Pagin - Nagrywanie wokalu: Pete Kirtley (Weryton Studios, Munich) | - Miksowanie: Christian Buettner, Marcello Pagin |